# Clubiona comta
Clubiona comta es una especie de araña araneomorfa del género Clubiona, familia Clubionidae. Fue descrita científicamente por C. L. Koch en 1839.
Habita en Europa, África del Norte, Turquía y Cáucaso.